# Microledrida virida
Microledrida virida är en insektsart som beskrevs av Caldwell 1945. Microledrida virida ingår i släktet Microledrida och familjen kilstritar. Inga underarter finns listade i Catalogue of Life.